# Guns of Mercy
『Guns of Mercy』（ガンズ・オブ・マーシー）は、フランスのインディーゲームスタジオStorybirdが開発し2017年3月6日に発売したiOS/Android用の固定画面アクションシューティングゲーム。2019年1月3日にはNintendo Switch版『Guns of Mercy - Rangers Edition』がPixel Heartより発売、日本では『ガンズ・オブ・マーシー』のタイトルでフライハイワークスより2019年11月7日に発売されている。
エイリアンの地球侵略により人類が地下に追いやられたという世界観で、プレイヤーはレンジャーとなってエイリアンを倒していき、エイリアンが巣食う地球の中心を目指す。

## システム
ゲーム画面はサイドビューの固定画面で、操作キャラクターは左右方向の移動と上方周囲180度で任意の射角をつけての弾の発射を行うことができる。次々に現れる敵を規定数倒せばステージクリアとなり次のステージへ進む。5ステージごとに強力なボスキャラクターが登場する。操作キャラクターにライフの要素はなく、敵の攻撃を1度でも受けると基本的にミスとなる。
画面下部に表示されているパーセンテージは敵を倒すごとに増えていき、100%になると巨大なメカを呼び出して搭乗し強力な攻撃を行うことができる。また、敵を倒すとお金が手に入り、拠点でこれを消費することで、攻撃力や命中精度、ブーストアイテムの持続時間、クリティカル率、弾のスピード、メカなど様々な要素を強化できる。
Nintendo Switch版では、最大4人の協力プレイに対応している。

## 備考
日本の発売元のフライハイワークスは発売前の時期に、「マーシー」の愛称を持つタレントの田代まさしをPRに起用することを検討していた。フライハイワークス代表取締役の黄政凱は、田代が当時YouTube上で活動していたことから本作の実況プレイをしてもらうという案を構想していたが、一方で、田代は過去に覚醒剤取締法違反で何度も逮捕されていることなどから、何かあった場合にフライハイワークスでは処理しきれないとして結局起用を見送った。これについて、2019年10月31日付の黄の公式Twitter上でも「色々考えて見送りました」と説明している。そしてその6日後、日本での発売日前日となる2019年11月6日に田代が覚醒剤取締法違反の容疑で逮捕され、奇しくも懸念が的中したことでSNS上ではタイムリーな回避として話題となった。